# Пакір Мохідін Амза
Пакір Мохідін Амза (Pakeer Mohideen Amza) (5 жовтня 1962) — шріланкійський дипломат. Надзвичайний і Повноважний Посол Шрі-Ланки в Україні за сумісництвом (з 2017).

## Життєпис
Вивчав Спеціальний курс для співробітників освіти Шрі-Ланки, Університет Лондона, Велика Британія (05.10.1991 — 31.01.1992), Спеціальний курс для співробітників освіти Шрі-Ланки, Університет штату Вірджинія, США (01.02.1992 — 14.04.1992), Професійний курс для іноземних дипломатів, що проводяться Міністерством закордонних справ Індії (квітень-травень 2000).

З 01.09.1988 по 14.07.1994 — помічник директора, Міністерство освіти Шрі-Ланки.
З 15.07.1994 по 30.09.1994 — помічник директора, Міністерство закордонних справ Шрі-Ланки.
З 01.10.1995 по 15.03.1999 — третій секретар / другий секретар посольства Шрі-Ланки в Каїрі.
З 16.03.1999 по 07.08.2000 — заступник директора Східного відділу Міністерства закордонних справ Шрі-Ланки.
З 08.08.2000 по 31.12.2003 — перший секретар / радник, Висока комісія Шрі-Ланки, Сінгапур.
З 01.01.2004 по 14.05.2004 — в. о. директора департаменту Східної Азії і Тихого океану Міністерства закордонних справ Шрі-Ланки.
З 15.05.2004 по 31.01.2005 — заступник начальника протоколу Міністерства закордонних справ Шрі-Ланки.
З 01.02.2005 по 01.07.2006 — керівник протоколу Міністерства закордонних справ Шрі-Ланки.
З 02.07.2006 по 02.08.2009 — заступник Верховного комісара Шрі-Ланки, заступник Верховного комісара в Ченнаї.
З 03.08.2009 по 31.12.2010 — заступник Верховного комісара Шрі-Ланки, Висока комісія, Лондон.
З 01.01.2011 по 30.08.2011 — в. о. Верховного комісара Шрі-Ланки, Висока комісія, Лондон.
З 01.09.2011 по 14.02.2012 — заступник Верховного комісара Шрі-Ланки, Висока комісія, Лондон.
З 15.02.2012 по 07.08.2012 — заступник голови місії Посольства Шрі-Ланки в Берліні (Німеччина).
З 08.08.2012 по 01.08.2014 — посол Шрі-Ланки в Бельгії і глава місії в ЄС.
З 02.08.2014 по 27.01.2015 — генеральний директор Міністерства закордонних справ Шрі-Ланки.
З 28.01.2015 по 12.01.2016 — керівник протоколу Міністерства закордонних справ Шрі-Ланки.
З 13.01.2016 — Надзвичайний і Повноважний Посол Шрі-Ланки в Анкарі (Туреччина), 28 січня 2016 року вручив вірчі грамоти Президенту Туреччини Реджепу Ердогану.
З 06.06.2017 — Надзвичайний та Повноважний Посол Шрі-Ланки в Україні за сумісництвом, вручив вірчі грамоти Президенту України Петру Порошенку.